# 真綿の檻
『真綿の檻』（まわたのおり）は、尾崎衣良による日本の漫画。
『姉系プチコミック』2021年5月号・9月号に掲載、全2話。2021年12月8日に、小学館より電子コミック（マイクロ版）として全3話が配信されている。
第2章が『姉系プチコミック』（小学館）にて2022年9月号（8月5日発売）に第1話・2話を掲載、第3話以降は『姉プチデジタル』に連載されている。その後主人公を変えつつ連載が続いている。

## 登場人物
清武榛花
旧姓は宮崎。建築士として働いている。国立大学を卒業しているが、親からは「学費は出さない」と言われていたことから奨学金で進学したことと、学費が安いという事情で国立大学に進学した。大学時代に出会った一広と結婚し、実家から車で1時間ほど離れた場所で暮らしている。
田舎町に生まれ、幼少期は古風な考えを持つ両親に育てられてきた。一見するとおとなしい印象の女性に見られるが、実際には閉鎖的な環境で育った反動からか、自立心が強く自分の考えをしっかりと持った女性。
清武一広
榛花の夫。普段は無骨だが、優しく機転が利く性格。榛花の母・泰枝が骨折し、家事ができなくなった際に宮崎家の男性陣（榛花の父と聖司）が榛花に家事や泰枝の世話を押し付けようとした時に「（榛花が宮崎家の家事や介護をしている間）俺の飯は誰が作るんですか？」と発言して榛花の父や聖司を怒らせたが、これは榛花が宮崎家の男性陣から家事や母の世話を押し付けようとしていることを察したことから、あえて自身が悪役になって榛花を守るための行動であった。
宮崎聖司
榛花の弟。宮崎家の長男（跡取り息子）ゆえ、古風な考えの両親に溺愛されて育った。要領が良く、大学は榛花とは違い、私立大学に進学して小遣いも貰いながら通っていた。普段は明るい好青年だが、両親に甘やかされてきた影響から経済観念がだらしない上にモラルが欠けており、頻繁に姉の家を訪れては姉の家のお金を盗んでいた。
宮崎紗英
聖司の妻。明るい印象の女性で、おしゃれもしている。義姉の榛花が宮崎家の男性陣から家事や泰枝の世話をすべて押し付けようとしている現場に遭遇した際には嫌悪感を抱いているが、自身の立場上として（嫁）の事情もあってか何も言えずにいる。また、聖司が榛花の家のお金を盗んでいたことは知らなかった様子。
宮崎泰枝
榛花と聖司の母。長女の榛花に対しては彼女が幼い頃から厳しく接して家事を手伝わせていたが、長男の聖司に対しては温和に接し溺愛していた。かつて榛花から父と離婚する事をすすめられたが、自身は専業主婦で経済力がなかった事もあり、「私は榛花と聖司のために離婚しないで頑張ってきた」と子供達を言い訳にしていた。
榛花と聖司の父
地元の学校で教師を務める男性。典型的な仕事人間であり、家庭のことはすべて妻の泰枝に任せていた。榛花が大学に進学する事は当初否定的であり、「大学に行きたいのなら自分で学費を払って通え」と言っていたが、聖司に対しては小遣いを与えながら大学に通わせるなど、子供達を性別で差別していた。

## 書誌情報
- 尾崎衣良 『真綿の檻』 小学館〈フラワーコミックスα〉、既刊6巻（2025年4月10日現在）
  1. 2022年9月8日発売[6]、ISBN 978-4-09-871795-8
  2. 2022年12月9日発売[7]、ISBN 978-4-09-871815-3
  3. 2023年10月10日発売[8]、ISBN 978-4-09-872028-6
  4. 2024年4月10日発売[9]、ISBN 978-4-09-872610-3
  5. 2024年10月10日発売[10]、ISBN 978-4-09-872840-4
  6. 2025年4月10日発売[11]、ISBN 978-4-09-873097-1